# UDP-glukos
UDP-glukos är en typ av glukos som är med i bildandet av glykogen i glykogenesen. UDP står för uridindifosfat. UTP (Uridintrifosfat) tillsammans med glukos 1-fosfat bildar UDP-glukos. Reaktionen katalyseras av enzymet UDP-glukos pyrofosforylas.